# Sean Tse
Sean Ka Keung Tse (Salford, 3 maggio 1992) è un calciatore hongkonghese, centrocampista dello Stalybridge Celtic e della nazionale hongkonghese.

## Carriera

### Club
Ha giocato nella massima serie hongkonghese.

### Nazionale
Nel 2022 ha esordito in nazionale; nel 2023 ha partecipato alla Coppa d'Asia.

## Statistiche

### Presenze e reti nei club
Statistiche aggiornate al 18 febbraio 2021.
| Stagione           | Squadra            | Campionato         | Campionato | Campionato | Coppe nazionali | Coppe nazionali | Coppe nazionali | Coppe continentali | Coppe continentali | Coppe continentali | Altre coppe | Altre coppe | Altre coppe | Totale | Totale |
| Stagione           | Squadra            | Comp               | Pres       | Reti       | Comp            | Pres            | Reti            | Comp               | Pres               | Reti               | Comp        | Pres        | Reti        | Pres   | Reti   |
| ------------------ | ------------------ | ------------------ | ---------- | ---------- | --------------- | --------------- | --------------- | ------------------ | ------------------ | ------------------ | ----------- | ----------- | ----------- | ------ | ------ |
| 2012-2013          | South China        | PD                 | 13         | 0          | -               | -               | -               | -                  | -                  | -                  | -           | -           | -           | 13     | 0      |
| 2013-2014          | South China        | PD                 | 11         | 2          | -               | -               | -               | AFC Cup            | 4                  | 0                  | -           | -           | -           | 15     | 2      |
| 2014-2015          | South China        | PL                 | 10         | 2          | -               | -               | -               | AFC Cup            | 0                  | 0                  | -           | -           | -           | 10     | 2      |
| 2015-2016          | South China        | PL                 | 11         | 0          | -               | -               | -               | AFC Cup            | 1                  | 0                  | -           | -           | -           | 12     | 0      |
| 2016-2017          | South China        | PL                 | 13         | 1          | -               | -               | -               | -                  | -                  | -                  | -           | -           | -           | 13     | 1      |
| Totale South China | Totale South China | Totale South China | 59         | 5          |                 | -               | -               |                    | 5                  | 0                  |             | -           | -           | 64     | 5      |
| 2017-2018          | Tai Po             | PL                 | 7          | 1          | -               | -               | -               | -                  | -                  | -                  | -           | -           | -           | 7      | 1      |
| 2018-2019          | R&F                | PL                 | 15         | 2          | -               | -               | -               | -                  | -                  | -                  | -           | -           | -           | 15     | 2      |
| 2019-2020          | R&F                | PL                 | 12         | 1          | -               | -               | -               | -                  | -                  | -                  | -           | -           | -           | 12     | 1      |
| Totale R&F         | Totale R&F         | Totale R&F         | 27         | 3          |                 | -               | -               |                    | -                  | -                  |             | -           | -           | 27     | 3      |
| Totale carriera    | Totale carriera    | Totale carriera    | 92         | 9          |                 | -               | -               |                    | 5                  | 0                  |             | -           | -           | 97     | 9      |

### Cronologia presenze e reti in nazionale
| Cronologia completa delle presenze e delle reti in nazionale ― Hong Kong | Cronologia completa delle presenze e delle reti in nazionale ― Hong Kong | Cronologia completa delle presenze e delle reti in nazionale ― Hong Kong | Cronologia completa delle presenze e delle reti in nazionale ― Hong Kong | Cronologia completa delle presenze e delle reti in nazionale ― Hong Kong | Cronologia completa delle presenze e delle reti in nazionale ― Hong Kong | Cronologia completa delle presenze e delle reti in nazionale ― Hong Kong | Cronologia completa delle presenze e delle reti in nazionale ― Hong Kong |
| Data                                                                     | Città                                                                    | In casa                                                                  | Risultato                                                                | Ospiti                                                                   | Competizione                                                             | Reti                                                                     | Note                                                                     |
| ------------------------------------------------------------------------ | ------------------------------------------------------------------------ | ------------------------------------------------------------------------ | ------------------------------------------------------------------------ | ------------------------------------------------------------------------ | ------------------------------------------------------------------------ | ------------------------------------------------------------------------ | ------------------------------------------------------------------------ |
| 14-6-2022                                                                | Calcutta                                                                 | India                                                                    | 4 – 0                                                                    | Hong Kong                                                                | Qual. Coppa d'Asia 2023                                                  | -                                                                        |                                                                          |
| Totale                                                                   |                                                                          | Presenze                                                                 | 1                                                                        |                                                                          | Reti                                                                     | 0                                                                        |                                                                          |

## Palmarès

### Club

#### Competizioni nazionali
- Campionato hongkonghese: 1

South China: 2012-2013
- Hong Kong Senior Challenge Shield: 1

South China: 2013-2014